# Onthophagus foveicollis
Onthophagus foveicollis är en skalbaggsart som beskrevs av Antoine Boucomont 1930. Onthophagus foveicollis ingår i släktet Onthophagus och familjen bladhorningar. Inga underarter finns listade i Catalogue of Life.